# Rivière Shubénacadie
La rivière Shubénacadie est un cours d'eau qui coule dans la province de la Nouvelle-Écosse au Canada.

## Géographie
La rivière Shubénacadie prend sa source depuis le Grand lac Shubénacadie à 13 mètres d'altitude. Elle s'écoule ensuite vers le Nord à la limite du comté de Hants et du comté d'Halifax et se jette dans le bassin des Mines qui donne sur la baie de Fundy.
La rivière traverse la réserve amérindienne de Shubénacadie habitée par les Micmacs.
Shubénacadie est une communauté Micmac située dans le Comté de Hants, en Nouvelle-Écosse, au Canada. Sa population, en 2006, est de 2 074 habitants.

## Étymologie
Dans la langue Micmac, Shubénacadie (ou Sipekne'katik) veut dire « région abondante en nausette » ou « région de la patate rouge ».Dans le dialecte Micmac, ākăde veut dire une place […].  Shubénacadie est appelée par les locaux Saagaabenācăde, un endroit où leur racine favorite, le Sagaaban, pousse. Le mot s'applique aussi pour la rivière, où les racines sont abondantes.
Le terme "Shubénacadie" se prononce en chiac (patois anglo-acadien) "chu bin en Acadie" qui veut dire "Je suis bien en Acadie".

## Historique
En 1699, le père Louis-Pierre Thury installe une mission le long de la rivière Shunénacadie sur le territoire des Amérindiens Micmacs. La mission dénommée Saint-Anne, adapte pour les Amérindiens une vision chrétienne de Sainte-Anne et de Marie avec la vision du monde vue par les micmacs. En 1738, le Père Jean-Louis Le Loutre parlant la langue des Micmacs s'installera parmi eux.